# Ащинський сільський округ
Ащи́нський сільський округ (каз. Ащы ауылдық округі, рос. Ащинский сельский округ) — адміністративна одиниця у складі Байганінський району Актюбінської області Казахстану. Адміністративний центр та єдиний населений пункт — село Ногайти.
Населення — 1330 осіб (2021; 1539 у 2009, 1857 у 1999, 1953 у 1989).
Станом на 1989 рік існувала Ащинська сільська рада (села Жарли, Ногайти).

## Склад
До складу округу входять такі населені пункти:
| Населений пункт | Населення, осіб (1989) | Населення, осіб (1999) | Населення, осіб (2009) | Населення, осіб (2021) |
| --------------- | ---------------------- | ---------------------- | ---------------------- | ---------------------- |
| Жарли, село     | 236                    | -                      | -                      | -                      |
| Ногайти, село   | 1717                   | 1857                   | 1539                   | 1330                   |